# José Manuel Reina
José Manuel Reina Páez (gyakran Pepe Reina vagy José Reina) (Madrid, 1982. augusztus 31. –) világbajnok spanyol labdarúgókapus, a Como játékosa. Az FC Barcelonából és az Atlético Madridból ismert Miguel Reina fia.
Pályafutását a Barcelona utánpótláscsapatában kezdte, majd a 2000–01-es idényben be is mutatkozott a La Ligában. 2002-ben szerződött a Villarrealba, ahol több mint száz bajnoki mérkőzésen szerepelt és nyert két Intertotó-kupát.
2005-ben a Liverpool szerződtette, főleg arról lett ismert, hogy igen nagy százalékkal hárítja a büntetőket; rendkívül fürge kapus. Azonnal a klub első számú kapusa lett, és 2006-ban nyerte meg az első trófeáját, az angol labdarúgókupát, a kupadöntőben négyből három tizenegyest hárított a West Ham United ellen. 2007-ben a Liverpool bejutott a bajnokok ligája döntőjébe, de ott kikaptak az AC Milan-tól; 1974-ben édesapja is szerepelt BL-döntőben, de ők is veszítettek.
Reina első három éve során (2006–2008) elnyerte a Premier League Arany Kesztyű-díjat, amelyet a bajnokságban a legkevesebb gólt kapott hálóőr kapja. A bajnokság és a világ legjobb kapusai között tartják számon. A 2010–11-es szezonban az Aston Villa ellen játszotta le 100. kapott gól nélküli bajnoki mérkőzését.
A spanyol ifi-válogatottal megnyerte az 1999-es U16-os labdarúgó-Európa-bajnokságot. 2005-ben mutatkozott be a spanyol nagyválogatottban, ő és Víctor Valdés a két második számú kapus Iker Casillas mögött. A válogatottal részt vett a 2006-os vb-n, de ott nem játszott, a 2008-as Eb-n a harmadik csoportmérkőzést végigjátszotta. A 2010-es világbajnokságon és a 2012-es Eb-n szintén kerettag volt, de nem játszott. Utóbbi három tornát megnyerte a válogatottal.

## Pályafutása

### Spanyolországban
José Reina a spanyol fővárosban, Madridban született, de hamar Barcelonában találta magát, ahonnan édesapja karrierje is elindult. A Blaugrana korosztályos csapatait végigjárva került 1999-ben a Barcelona "B" keretébe, majd egy év múlva Llorenc Serra Ferrer meghívta az első csapathoz. A következő két idényt a Barça felnőtt csapatánál töltötte, de nem tudott meghatározó játékossá válni. Mind Ferrer, mind utóda, Carles Rexach idején védett, ennek ellenére 2002-ben távozott a gránátvörös-kék egyesülettől.
2002 nyarán a Manuel Pellegrini által edzett valenciai csapathoz, a Villarrealhoz szerződött, ahol hamarosan stabil kezdő lett. A Primera Divisiónban 109 alkalommal lépett pályára, és tevékenyen hozzájárult ahhoz, hogy a "Sárga tengeralattjárók" stabilizálták első osztályú tagságukat.
A kiváló testi adottságokkal rendelkező hálóőr a kijöveteleknél magabiztos, a vonalon pedig kiváló reflexek jellemzik. A büntetőket nagyon jó százalékkal védi, ugyanakkor hajmeresztő hibákra is képes. Ez jellemezte Villarreal-beli teljesítményét is.
Ugyanakkor a három idényben, amit a "Sárga tengeralattjárók" csapatában eltöltött, meggyőzte a Liverpool spanyol edzőjét, Rafael Benítezt, hogy vele helyettesítse a vörösöknél Jerzy Dudeket. Így 2005 nyarán a Liverpool FC csapatához szerződött.
Első liverpooli idényében biztos alapemberré vált.

### Liverpool

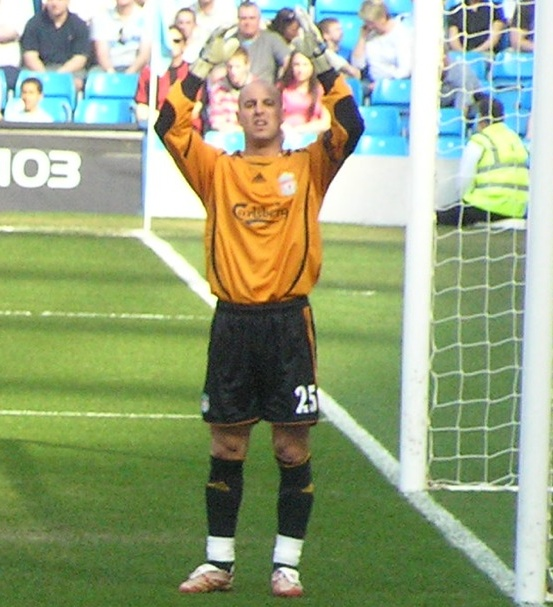
Reina a Liverpool-ban 2007-ben.

2005. július 4-én a spanyol hálóőr aláírt a "Vörösök"-höz, akik 6 millió fontot fizettek érte. Rafa Benítez azt állította róla, hogy ő Spanyolország legjobb kapusa. Reina a Liverpoolban a 2005–06-os BL-selejtezőben debütált a walesi The New Saints ellen. Beverekedte magát a Liverpool első számú csapatába, ezzel kiszorított a 2005-ös BL-döntő hősét, Jerzy Dudeket.
Közben bemutatkozott a válogatottban augusztus 17-én Uruguay ellen, nem kapott gólt és Spanyolország 2–0-ra győzött.
2005. december 26-án Reina a Newcastle United ellen nyolcadik egymást követő meccsén nem kapott gólt a Premier League-ben, ez a Liverpool klubrekordja a Premiershipben. Ezzel megelőzte David James öt mérkőzéses rekordját, mely még az 1996–97-es szezonban született.
2006. február 5-én a Chelse ellen kiállították Reinát, mert hozzáért Arjen Robben arcához, és eltiltották három mérkőzésesre, a mérkőzést 2–0-ra elvesztették.
2006. április 16-án Reina a Blackburn Rovers ellen ünnepelte az 50 mérkőzését. Ő tartja a Liverpoolnak azt a rekordját, hogy 50 mérkőzésen nem kapott nála senki kevesebb gólt. Az előző rekorder Ray Clemence volt még 1970–71-ben, 32 bekapott góllal. Reina csak 29-et "engedett be". 2006 májusában Reinának ítélték a Premier League Arany Kesztyű díját azért, mert 20 kapott gól nélküli meccsel zárta a 2005–06-os szezont.
A 2006-os szezon utolsó mérkőzésén májusban az FA-kupa döntőjében Reina sok hibát követett el, kapott három gólt, de csapata is hármat rúgott a rendes játékidőben. A büntetőpárbajban Reina négy lövésből hármat kivédett, így ők nyerték meg a kupát.
A 2006–2007-es UEFA-bajnokok ligája elődöntőjének első meccsén a Chelsea ellen kikaptak 1–0-ra, de még így is ő lett a mérkőzés embere. Megismételte jó formáját a visszavágón és győztek 1–0-ra, a hosszabbításban nem esett gól, így jöhettek a tizenegyesek, ahol Reina megerősítette a büntetővédés-hírnevét, három Chelsea-játékos tizenegyeséből kettőt kivédett, míg a liverpooliak mind a négy lövésüket gólra érvényesítették, tehát 4–1-re győztek és ők jutottak be a 2007-es döntőbe, ahol 2–1-re kikaptak a Milantól.
Reina szerződést hosszabbított a Liverpoollal 2012-ig.
2007 augusztusában Reina ismét megkapta a Premier League Arany Kesztyű díját, a 2006–07-es szezonban 19 kapott gól nélküli mérkőzéssel zárt.
2008. február 2-án Reina lett az a kapus a Liverpool történelmében, aki leghamarabb elérte el az ötven kapott gól nélküli mérkőzést; ehhez 92 mérkőzésre volt szüksége, a meccsen 3–0-ra győztek a Sunderland ellen.
2010-ben 2016-ig szóló szerződést írt alá. A hosszabbítás után ezt nyilatkozta: "Miért maradok? Mert boldog vagyok itt és gondolkodom, a klub szintén boldog. Nem látom okát annak, hogy távozzak." A 2010–11-es szezonban Gerrard és Carragher távollétében többször is ő volt a csapatkapitány az Európa-ligában. Reina 2010. december 6-án a Premier League-ben, egy 3–0-s Aston Villa elleni győzelem során játszotta a századik kapott gól nélküli mérkőzését, ehhez mindössze százkilencvennyolc mérkőzésre volt szüksége, s ez szintén a leggyorsabb ilyen rekord a Liverpoolban.
A 2011–12-es szezonban a csapattal az FA-kupa és a Ligakupa döntőjébe is bejutott; az utóbbit meg is nyerték a Cardiff City ellen tizenegyespárbajt követően, az ellenfél játékosainak kihagyott pontrúgásainak köszönhetően.
A következő évad során a kupákban az ausztrál Brad Jones védett Reina helyett, s a spanyol kapus az Európa-ligában 12-ből 8-szor állt csapata kapujában.

### Napoli
Az olasz SSC Napoli új, s a Liverpool korábbi vezetőedzője, Rafael Benítez kölcsönbe szerződtette Reinát a 2013–14-es szezonra, az angolok helyére a belga Simon Mignolet-t szerezték meg a Sunderland csapatától.

### Bayern München
2014. augusztus 5-én megkötötte szerződését a 24-szeres német bajnok csapattal, a Bayern Münchennel 5 millió €-ért.

### AC Milan
2018. július 2-án jelentette be a klub, hogy ingyen szerződtette a rivális Napoli csapatától távozó 35 éves hálóőrt és 2021-ig szóló szerződést írtak vele alá.

### Aston Villa
2020. január 10-én kölcsönbe került az angol Aston Villa csapatához fél évre, miután Tom Heaton megsérült.

### A válogatottban
Reina 2005. augusztus 17-én védhetett először hazája válogatottjában Uruguay ellen.
Reina Iker Casillas utáni második számú kapus a spanyol válogatottban. Ő annak a csapatnak a része volt, amely 2008-ban Eb-t nyert. Egy csoportmérkőzésen Görögország ellen játszott, amit Spanyolország 2–1-re megnyert.
2008 októberében ő és Casillas megdöntötték azt a nemzeti rekordot, hogy a leghosszabb ideig nem kaptak gólt. 710 percen keresztül nem rúgott nekik gólt senki a válogatottban, ezzel olyan neveket előztek meg mint a legendás Andoni Zubizarreta és Francisco Buyo páros. A gólcsendet a belga Wesley Sonck törte meg egy 2010-es Vb-selejtezőn. A 2010-es labdarúgó-világbajnokság győztes spanyol kerettagja volt, de pályára nem lépett.

## Magánélete
Reina 2006. május 19-én vette feleségül barátnőjét Yolanda Ruizt Córdobában azelőtt, hogy csatlakozott volna a spanyol válogatotthoz a 2006-os labdarúgó-világbajnokságon.
Ő volt Fernando Torres szomszédja Liverpoolban.
Édesapja, Miguel Reina, az Atlético de Madrid kapusa játszott az 1974-es bajnokcsapatok Európa-kupája-döntőjében, az első mérkőzés 1–1-gyel végződött, ezért a szabályok szerint újra kellett játszani a mérkőzést. A visszavágón a Bayern München 4–0-ra győzött.
Reina gyakran szórakoztatja csapattársait viccekkel és dalokkal, miután Spanyolországgal megnyerte az Európa-bajnokságot és a világbajnokságot; a hivatalos győzelmi ünneplésen ő volt a fő tréfamester.

## Statisztikái

### Klubcsapatokban
2019. május 26-i statisztika alapján.
| Klub             | Szezon           | Bajnokság | Bajnokság | Kupa  | Kupa | Ligakupa | Ligakupa | Nemzetközi | Nemzetközi | Összes | Összes |
| Klub             | Szezon           | Mérk.     | G.        | Mérk. | G.   | Mérk.    | G.       | Mérk.      | G.         | Mérk.  | G.     |
| ---------------- | ---------------- | --------- | --------- | ----- | ---- | -------- | -------- | ---------- | ---------- | ------ | ------ |
| Barcelona C      | 1998–99          | 3         | 0         | 0     | 0    | —        | —        | —          | —          | 3      | 0      |
| Barcelona C      | Összesen         | 3         | 0         | 0     | 0    | —        | —        | —          | —          | 3      | 0      |
| Barcelona B      | 1999–2000        | 30        | 0         | 0     | 0    | —        | —        | —          | —          | 30     | 0      |
| Barcelona B      | 2000–01          | 11        | 0         | 0     | 0    | —        | —        | —          | —          | 11     | 0      |
| Barcelona B      | Összesen         | 41        | 0         | 0     | 0    | —        | —        | —          | —          | 41     | 0      |
| Barcelona        | 2000–01          | 19        | 0         | 7     | 0    | —        | —        | 7          | 0          | 33     | 0      |
| Barcelona        | 2001–02          | 11        | 0         | 1     | 0    | —        | —        | 4          | 0          | 16     | 0      |
| Barcelona        | Összesen         | 30        | 0         | 8     | 0    | —        | —        | 11         | 0          | 49     | 0      |
| Villarreal       | 2002–03          | 33        | 0         | 0     | 0    | —        | —        | 4          | 0          | 37     | 0      |
| Villarreal       | 2003–04          | 38        | 0         | 0     | 0    | —        | —        | 15         | 0          | 53     | 0      |
| Villarreal       | 2004–05          | 38        | 0         | 0     | 0    | —        | —        | 19         | 0          | 57     | 0      |
| Villarreal       | Összesen         | 109       | 0         | 0     | 0    | —        | —        | 38         | 0          | 147    | 0      |
| Liverpool        | 2005–06          | 33        | 0         | 5     | 0    | 2        | 0        | 15         | 0          | 55     | 0      |
| Liverpool        | 2006–07          | 35        | 0         | 0     | 0    | 2        | 0        | 14         | 0          | 51     | 0      |
| Liverpool        | 2007–08          | 38        | 0         | 0     | 0    | 0        | 0        | 14         | 0          | 52     | 0      |
| Liverpool        | 2008–09          | 38        | 0         | 2     | 0    | 0        | 0        | 11         | 0          | 51     | 0      |
| Liverpool        | 2009–10          | 38        | 0         | 1     | 0    | 0        | 0        | 13         | 0          | 52     | 0      |
| Liverpool        | 2010–11          | 38        | 0         | 1     | 0    | 0        | 0        | 11         | 0          | 50     | 0      |
| Liverpool        | 2011–12          | 34        | 0         | 5     | 0    | 7        | 0        | —          | —          | 48     | 0      |
| Liverpool        | 2012–13          | 31        | 0         | 0     | 0    | 0        | 0        | 8          | 0          | 39     | 0      |
| Liverpool        | Összesen         | 285       | 0         | 14    | 0    | 11       | 0        | 86         | 0          | 396    | 0      |
| Napoli (kölcsön) | 2013–14          | 30        | 0         | 4     | 0    | —        | —        | 9          | 0          | 43     | 0      |
| Bayern München   | 2014–15          | 3         | 0         | 0     | 0    | —        | —        | 0          | 0          | 3      | 0      |
| Napoli           | 2015–16          | 37        | 0         | 2     | 0    | —        | —        | 5          | 0          | 44     | 0      |
| Napoli           | 2016–17          | 37        | 0         | 3     | 0    | —        | —        | 8          | 0          | 48     | 0      |
| Napoli           | 2017–18          | 37        | 0         | 0     | 0    | —        | —        | 10         | 0          | 47     | 0      |
| Napoli           | Összesen         | 111       | 0         | 5     | 0    | —        | —        | 23         | 0          | 139    | 0      |
| Milan            | 2018–19          | 4         | 0         | 2     | 0    | —        | —        | 6          | 0          | 12     | 0      |
| Karrier összesen | Karrier összesen | 616       | 0         | 33    | 0    | 11       | 0        | 173        | 0          | 833    | 0      |

## Sikerei, díjai

### Klubcsapatban
Villarreal
- Intertotó-kupa (2): 2003, 2004

 Liverpool
- UEFA-szuperkupa: 2005
- FA-kupa: 2006
- Angol labdarúgó-szuperkupa: 2006

Második/döntős:
- Bajnokok Ligája: 2006–07
- Premier League: 2008–09

### Válogatott
Spanyolország
- U17-es Eb: 1999
- Európa-bajnokság (2): 2008, 2012
- Világbajnokság: 2010

### Egyéni díjak
- "Premier League Arany Kesztyű" (3): 2005–06, 2006–07, 2007–08
- Liverpool FC "A szezon játékosa": 2009–10[5]

## Külső hivatkozások
- Pepe Reina (angol nyelven). fifa.com. [2017. július 19-i dátummal az eredetiből archiválva]. (Hozzáférés: 2017. július 6.)
- Pepe Reina (angol nyelven). liverpoolfc.com. [2014. október 13-i dátummal az eredetiből archiválva]. (Hozzáférés: 2014. október 9.)
- Pepe Reina (olasz nyelven). sscnapoli.it. [2016. július 3-i dátummal az eredetiből archiválva]. (Hozzáférés: 2016. június 27.)
- José Manuel Reina Páez (angol, spanyol nyelven). sefutbol.com. [2017. június 25-i dátummal az eredetiből archiválva]. (Hozzáférés: 2017. július 6.)
- Pepe Reina (német nyelven). fussballdaten.de
- Pepe Reina (angol nyelven). uefa.com